# Het Salcido kartel
Het Salcido kartel is een thriller van auteur Alastair MacNeill.

## Het verhaal
Een vijfendertigjarige vrouw die een hoge positie bij een Amerikaanse organisatie voor de bestrijding van de handel in drugs bekleedt, speelt samen met haar identieke tweelingzuster een dubbelspel.
Melissa Wade, een undercoveragente van de DEA (Drug Enforcement Administration) overlijdt bij een auto-ongeluk net wanneer ze een belangrijke operatie bijna heeft afgerond. Haar eeneiige tweelingzuster, Laura Wade, is de laatste hoop van Tom Kellerman, hoofd van de DEA. Indien zij zich enkele dagen als Melissa kan voordoen tegenover een van de leden van het Salcido-kartel, kan dit kartel volledig opgerold worden. De organisatie, geleid door de broers Ramon en Juan Salcido, is het succesvolste in Mexico en heeft infiltranten in zowat alle leidinggevende instanties in Mexico. Laura gaat akkoord en stapt op het vliegtuig. Melissa blijkt echter in leven te zijn en heeft haar eigen dood geënsceneerd. Samen met Laura wil zij een hoop diamanten - die ze in ruil voor haar "verklikker"-zijn krijgt en normaal gezien moet afstaan aan de DEA - buitmaken. Dan blijkt echter dat een topboekhouder van het kartel er met 50 miljoen dollar vandoor is.